# Raynor Winn
Raynor Winn, Sally Walker, (1962) es una corredora de larga distancia y escritora galesa. Su primer libro, memorias autobiográficas y diario de viaje titulado The Salt Path, El sendero de la Sal en español, fue un éxito de ventas del Sunday Times en 2018, y una película del mismo nombre se estrenó en 2025.

## Biografía
Raynor Winn creció en una granja en Melton Mowbray en Leicestershire.Antes de los eventos descritos en The Salt Path, se llamaba Sally Walker, y su esposo, llamado Moth en el libro, se llamaba Tim Walker.  Según el relato se les diagnosticó degeneración corticobasal (DBC), se quedaron sin hogar después de que un trato comercial con un amigo saliera mal, y decidieron salir a caminar las 630 millas (1013,9 km) del  Sendero de la Costa Suroeste. 

## Carrera de escritora
Los temas de los que escribe Raynor Winn incluyen la naturaleza, la falta de vivienda y la acampada salvaje.
Su primer libro The Salt Path, fue comercializado como una autobiografía, un texto sobre la naturaleza y un libro de viajes, fue preseleccionado para el Premio Wainwright de 2018,  y los Premios Costa Book de 2018 en la categoría de biografía. Los jueces lo describieron como "Una historia absolutamente brillante que necesita ser contada sobre la capacidad humana de perseverar y seguir adelante". En septiembre de 2019, fue el libro más vendido en las librerías independientes del Reino Unido.
Su segundo libro, The Wild Silence, fue publicado por Michael Joseph en septiembre de 2020.  Fue preseleccionado para el Premio Wainwright de Escritura sobre la Naturaleza de 2021.En 2020, el Sendero de la Costa Suroeste nombró a Raynor Winn embajadora benéfica, describiendo el Sendero de la Sal como muy popular e inspirador para muchos a recorrerlo. 
El tercer libro, Landlines (2022), describe un 1000 millas (1609,3 km) de viaje con su esposo comenzando con las 200 millas (321,9 km) Sendero de Cape Wrath en el noroeste  Escocia, descrito como "el más duro y salvaje que Gran Bretaña tiene para ofrecer", y continúa hacia el sur a través de Escocia e Inglaterra hasta el Sendero de la Costa Suroeste. 
En abril de 2024, la pareja se propuso recorrer el Sendero del Támesis para generar conciencia y recaudar fondos para el CDB. El cuarto libro de Winn, On Winter Hill, se publicará el 23 de octubre de 2025.ISBN 9780241484586 ) de Penguin bajo el sello Michael Joseph. Describe su solitario viaje invernal a lo largo de la ruta Coast to Coast Walk a través del norte de Inglaterra.

## Adaptaciones
En 2023, comenzó a filmarse una adaptación cinematográfica también titulada The Salt Path, con Gillian Anderson y Jason Isaacs en los papeles principales.Se estrenó en el Festival Internacional de Cine de Toronto de 2024 el 6 de septiembre de 2024  y se estrenó en el Reino Unido el 30 de mayo de 2025. 

## Premios y reconocimientos
- En mayo de 2019, el libro The Salt Path, ganó el Premio inaugural RSL Christopher Bland.[29]